# Língua saaroa
Saaroa ou Hla'alua é uma língua Tousic Meridional falada pelo povo aborígene Saaroa de Taiwan. É uma língua Formosana das línguas austronésias.

Os Saaroa vivem nas duas aldeias, Taoyuan e Kaochung, no distrito de Taoyuan , cidade de Kaohsiung, Taiwan (conf. Zeitoun & Teng 2014). 

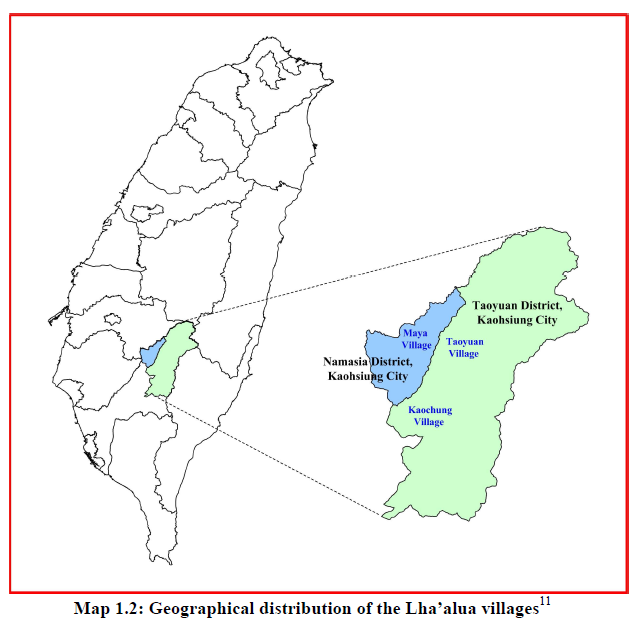
Locais onde ainda é falada a língua

Com menos de 10 falantes nativos numa população étnica de 400 pessoas, Saaroa é considerado uma língua ameaçada de extinção. Mesmo entre os falantes nativos da língua, se usa principalmente o mandarim ou Bunun em suas vidas diárias. Há somente uma comunidade de fala ativa do Saaroa.

## Classificação
Quando agrupada a outras línguas de acordo com a gramática, Saaroa está mais intimamente relacionado com a outra língua Formosana, a Tsou) e se ramificou há muito tempo duma língua Proto-Formosana no que se refere ao agrupamento. 
Em termos lexicais e fonográficos, as línguas Tsou, Kanakanbu e Saaroa se agrupam bem para formar o subgrupo Tsouic; É provável que os Rukai e o "Rukai das três aldeias Inferiores" também sejam línguas tsouicas. .
Os falçantes do grupo Tsouic costumavam ocupar uma área razoavelmente grande nas partes do centro-sudoeste de Taiwan. Devido a invasão por outras comunidades e a doenças contagiosas, essas áreas se tornaram relativamente pequenas como hoje.
A tradição oral diz que o grupo Tsouic originou-se em Yushan. Cerca de 2 milanos atrás, o grupo se dividiu em dois, o Tsou Norte e o Tsou  Sul. O Tsou do Norte migrou ao longo do rio Nantzuhsien para o oeste, enquanto o Tsou do Sul migrou ao longo do rio Laonung. Este último dividido em dois, Kanakanabu e Saaroa há cerca de 800 anos.
Em 1990, Saaroa estava quase extinto. Poucas crianças falam a língua. A língua Bunun vem se tornando a língua principal do povo Saaroa e mesmo muitos dos anciãos da comunidade falam o Taiwanês Hokkien. A mudança para Bunun ocorreu quando Bununs migraram para a área habitada pelo povo Saaroa.
Saaroa tomou muitas palavras Mantauran (língua dos Rukai) já que os povos de Saaroa e Rukai são geograficamente adjacentes um a outro.

## Fonologia e escrita
O Lha’alua tem 13 consonantes: |p, t, k, ʔ, s, v, ts, m, n, ŋ, r, ɾ, ɬ| e 4 vogais: |i, ɨ, u, a|. O padrão básico de sílaba em Saaroa é (C) V, onde C significa consoante e V para vogais curtas ou longas. As vogais podem aparecer como vogais longas ou em grupos. Vogais em grupos fazem duas ou mais sílabas. Há também muitas palavras de origem estrangeira em Saaroa, muitas das quais foram introduzidas durante o período de Taiwan sob domínio japonês (1895-1945). Além do japonês, as palavras foram emprestadas do chinês mandarim, do taiwanês do sul e outras línguas aborígenes de áreas vizinhas. ex.:  Bunun.

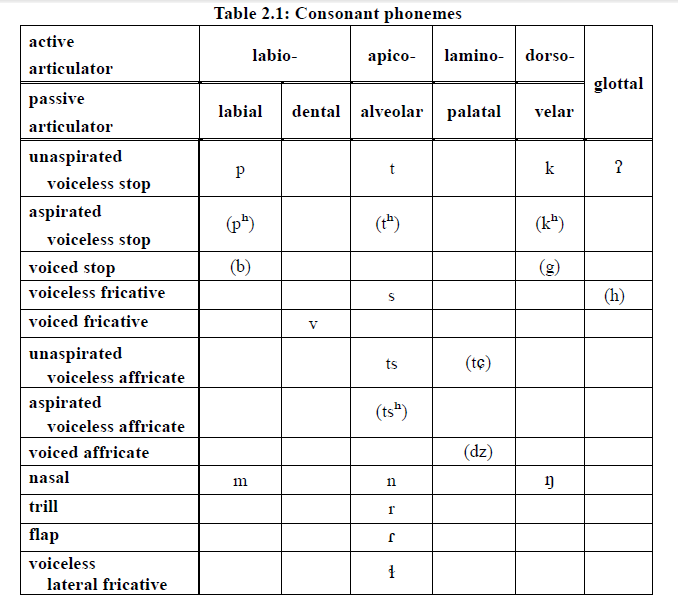
Fonemas de outras línguas – entre parênteses

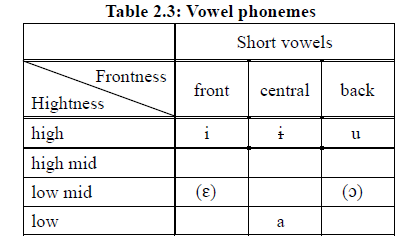
Fonemas de outras línguas – entre parênteses

No passado, a escrita latina era empregada para escrever Saaroa.
| Fonema | Ortografia | Fonética |
| ------ | ---------- | --- |
| p      | p          | [p] em todos ambientes |
| t      | t          | [t] em todos ambientes |
| k      | k          | [k] em todos ambientes |
| ʔ      | '          | [ʔ] em todos ambientes |
| s      | s          | [s] em todos ambientes, exceto se seguida por vogal não arredondada frontal fechada i; [ɕ] antes de vogal não arredondada frontal fechada i. |
| v      | v          | [v] em todos ambientes, exceto se seguida por vogal arredondada posterior fechada u;[β] antes de vogal não arredondada frontal fechada u.    |
| ts     | c          | [ts] em todos ambientes exceto se seguida por vogal não arredondada frontal fechada i; [tɕ] antes de vogal arredondada frontal fechada i.    |
| m      | m          | [m] |
| n      | n          | [n] em todos ambientes |
| ŋ      | ng         | [ŋ] em todos ambientes |
| r      | r          | [r] em todos ambientes |
| ɾ      | l          | [ɾ] em todos ambientes |
| ɬ      | lh         | [ɬ] em todos ambientes |
| b      | b          | [b] loan phoneme |
| ph     | ph         | [ph] fonema de outra língua |
| th     | th         | [th] fonema de outra língua |
| kh     | kh         | [kh] fonema de outra língua |
| tsh    | ch         | [tsh] fonema de outra língua |
| tɕ     | ts         | [tɕ]fonema de outra língua |
| dz     | dz         | [dz] fonema de outra língua |
| g      | g          | [g] fonema de outra língua |
| h      | h          | [h] fonema de outra língua |
| i      | i          | [i] em todos ambientes |
| ɨ      | e          | [ɨ] em todos ambientes |
| u      | u          | [u] em todos ambientes |
| a      | a          | [a] em todos ambientes |
| ɛ      | e19        | [ɛ] fonema de outra língua |
| ɔ      | o          | [ɔ] fonema de outra língua |
| V:     | VV20       | qualquer vogal longa representada por duas vogais iguais                                                                                     |

Raízes não-derivadas levam significado básico de palavras que normalmente consistem em mais de duas sílabas, em um padrão (C) V. (C) V. (C) V.
Saaroa distingue a tonicidade primária (indicado por ˊ) e o secundário (indicado por ˋ). A tonicidade primário não é contrastivao, nem o secundário. 
Uma vogal com tonicidade primária é caracterizada por um tom mais agudo e de maior intensidade. Embora a sílaba tônica seja percebida com um tom alto, a diferença entre as palavras não está no posicionamento ou na qualidade desse tom. Portanto, Saaroa não deve ser considerado uma língua tonal

## Gramática
Em Saaroa, os substantivos se dividem em várias subclasses gramaticais de acordo com suas possibilidades morfológicas / sintáticas correlacionadas com propriedades semânticas de seus referentes (I) nomes comuns, (II) termos de parentesco, (III) substantivos humanos e não humanos, (IV) nomes de pessoas, (V) substantivos locativos e (VI) substantivos temporais. Essas classes podem se sobrepor; consequentemente, um substantivo pode ter mais de uma classe.
Similarmente, os verbos se dividem em várias subclasses gramaticais de acordo com as possibilidades morfológicas / sintáticas correlacionadas com as propriedades semânticas dos referentes: (Ii) classes de transitividade, (II) verbos estativos e (III) verbos adverbiais. Todas as classes podem se sobrepor; consequentemente, um verbo pode cair em mais de uma classe.
Em Saaroa, as possibilidades funcionais dos elementos adjetivos incluem tipicamente modificadores de um substantivo de raiz em um NP e raízes de um predicado intransitivo.
Em Saaroa, a reduplicação é um processo morfológico muito produtivo. Exatamente o mesmo processo morfológico pode ser aplicado a um verbo dinâmico e um elemento adjetivo dentro de um predicado. Por exemplo, quando submetidos à reduplicação, tanto os elementos adjetivos quanto os verbos dinâmicos podem ter significados 'progressivos', 'contínuos', de intensificação (ou 'iteração')','diminutivos' e de'coletividade'.
Quando se trata de ordem de palavras, Saaroa é basicamente uma língua com predicado. Inicial. O verbo muacekehle 'retornará' aparece antes do argumento do sujeito kana'ana 'ele/a'. Além disso, a ordem básica das palavras é Verbo-Ator-Tema. Por exemplo, o argumento do ator nominativo de uma construção é a voz ativa (por exemplo, mairange 'batata doce'). Similalmente, o argumento do tema nominativo de uma construção da voz passiva deve seguir o argumento do ator no genitivo.